# Cyril Montana
Cyril Montana (* 31. prosince 1969) je francouzský novinář a spisovatel.

## Životopis
Cyril Montana pracoval jako sloupkař a producent na rádiu France Culture. V současné době je zaměstnán jako sloupkař v časopisu Le Point a přispívá do několika francouzských časopisů, jako jsou například Sport & Style, Grand Seigneur a mnoho dalších.

## Osobní život
Byl několik let manželem indonéské zpěvačky Anggun. Poznal ji v roce 2006, když se rozešla se svým druhým mužem, Kanaďanem Olivierem Maurym. Od té doby se začali setkávat pravidelně a 8. listopadu 2007 se narodila jejich dcera Kirana Cipta Montana Sasmi. Cyril a Anggun uzavřeli sňatek 25. června 2010 po čtyřech letech známosti, ale po pětiletém manželství se rozešli (r. 2015).

## Dílo
- Malabar trip, Paris, Éditions Le Dilettante, 2003, 125 p. ISBN 2-84263-077-7
- Carla on my mind, Paris, Éditions Le Dilettante, 2005, 156 p. ISBN 2-84263-102-1
- Le Bonheur de refaire le monde, Paris, Maren Sell Éditeurs, 2005, 158 p. ISBN 2-35004-031-3
- La Faute à Mick Jagger, Paris, Éditions Le Dilettante, 2007, 222 p. ISBN 978-2-84263-147-5
- Je nous trouve beaux, Paris, Albin Michel, coll. « Littérature générale », 2013, 200 p. ISBN 978-2-226-24524-3